# LADY BOUNCE
LADY BOUNCE（レディ・バウンス）は松原みき8枚目のオリジナルアルバム。1985年6月21日にキャニオン・レコードからLPおよびCDとポニーからカセットテープがリリースされた。

## キャッチコピー
- LP「エレガントなメロディ、うきうきするサウンドに、今みきが華麗に躍動する。」

「向谷 実の サウンドプロデュース、松下 誠・桜井 哲夫・神保 彰が参加するニュー・アルバム」
- CD「向谷 実の サウンドプロデュースによる ニュー・アルバム」

## 収録曲

### Side A
1. 12月のパリ (4'13")
作詞：有川正沙子／作曲：向谷実／編曲：向谷実
2. 魔法じゃないの (3'16")
作詞：佐藤純子／作曲：野呂一生／編曲：向谷実
3. 恋にお招ばれ (3'31")
作詞：康珍化／作曲：向谷実／編曲：向谷実
4. モダンに殺気 (3'45")
作詞：松井五郎／作曲：山川恵津子／編曲：向谷実
5. Bon Voyage (2'55")
作詞：有川正沙子／作曲：向谷実／編曲：向谷実

### Side B
1. 恋するセゾン ～色恋来い～ (4'10")
作詞：康珍化／作曲：亀井登志夫／編曲：向谷実
2. 逃避行 (4'09")
作詞：有川正沙子／作曲：向谷実／編曲：向谷実
3. サングラスはもういらない (3'18")
作詞：有川正沙子／作曲：向谷実／編曲：向谷実
4. 終わりゆく夏 (3'57")
作詞：有川正沙子／作曲：向谷実／編曲：向谷実
5. 恋はふたたび旅立つ (4'12")
作詞：有川正沙子／作曲：和泉常寛／編曲：向谷実

## 参加ミュージシャン

### Side A,B
- 向谷実(keyboards)
- 松下誠(guitar)
- 鳥山雄司(guitar)
- 高水健司(bass)
- 桜井哲夫(bass)
- 神保彰(drums)
- 山木秀夫(drums)
- 岡本郭男(drums)
- 数原晋(trumpet)
- 岸義和(trumpet)
- 吉田憲(trumpet)
- 新井英治(trombone)
- 平内保夫(trombone)
- ジェイク・H・コンセプション(A.sax,T.sax)
- 砂原俊三(B.sax)

## スタッフ・スタジオ
- STUDIO Jive 1985.2.27-4.19

## 関連シングル・ベストアルバム・コンピレーションアルバム
- 恋するセゾン ～色恋来い～

(EP 7A0496 SEE.SAW 1985.6.21 キャニオン・レコード)
タイトル曲および「サングラスはもういらない」を収録。
- 松原みき スーパーベスト

(CD D32P6028 SEE・SAW 1986.12.5 ポニー）
「恋するセゾン ～色恋来い～」「モダンに殺気」を収録。
- X'mas Songs

(CD D32P6147ほか 1987.10.21 ポニーキャニオン）
「12月のパリ」を収録。
- 80's ALIVE JAPAN VOL.3 ポニーキャニオン編

(CD PCCA-1258 1998.12.2　ポニーキャニオン)
「恋するセゾン ～色恋来い～」を収録。
- Anthology 松原みき BEST

(CD PCCA-01678 SEE・SAW 2002.4.17 ポニーキャニオン）
「恋するセゾン ～色恋来い～」「モダンに殺気」を収録。
- 松原みき ベスト・コレクション

(CD PCCS-00044 2008.7.16 ポニーキャニオン)
「恋にお招ばれ」を収録。
- ザ・プレミアムベスト 松原みき

(CD PCCA-03833 2013.5.15 ポニーキャニオン)
「恋にお招ばれ」「サングラスはもういらない」を収録。